# Jonas Johansson (Eishockeyspieler, 1984)
Jonas Johansson (* 18. März 1984 in Jönköping) ist ein ehemaliger schwedischer Eishockeyspieler, der im Verlauf seiner aktiven Karriere zwischen 2000 und 2020 unter anderem 130 Spiele für HV71 in der schwedischen Elitserien auf der Position des rechten Flügelstürmers bestritten hat. Zudem absolvierte Johansson, der mit dem HV71 im Jahr 2008 die Schwedischer Meisterschaft gewann, weitere 145 Partien in der American Hockey League (AHL), wo er im Jahr 2006 in Diensten der Hershey Bears den Calder Cup errang. Ebenso spielte er einmal für die Washington Capitals in der National Hockey League (NHL).

## Karriere
Johansson begann seine Eishockeykarriere im Jahr 1999 in der Juniorenmannschaft beim schwedischen Verein HV71 aus Jönköping, wo er drei Spielzeiten verbrachte. In der Saison 2001/02 der schwedischen Elitserien kam er für HV71 in fünf Saisonspielen und zwei Playoff-Spielen zum Einsatz. Nachdem der Flügelstürmer im NHL Entry Draft 2002 in der ersten Runde an 28. Stelle von der Colorado Avalanche aus der National Hockey League (NHL) ausgewählt worden war und er an der U18-Junioren-Weltmeisterschaft 2002 teilgenommen hatte, wechselte er im Sommer 2002 nach Nordamerika. Dort verbrachte der Schwede zwei Spielzeiten bei den Kamloops Blazers, die ihn im CHL Import Draft 2002 in der ersten Runde als insgesamt 45. Spieler gezogen hatte, in der kanadischen Juniorenliga Western Hockey League (WHL). Während dieser Zeit wurde im Oktober 2003 gemeinsam mit Bates Battaglia im Tausch für Steve Konowalchuk und ein Drittrunden-Wahlrecht im NHL Entry Draft 2004 zu den Washington Capitals transferiert.
Mit Beginn der Saison 2004/05 lief Johansson bei den Profis auf und verbrachte die Spielzeit bei den Portland Pirates in der American Hockey League (AHL). Ab der folgenden Spielzeit lief er für Washingtons neues Farmteam Hershey Bears auf und gewann mit diesen im selben Jahr den Calder Cup. Nach zwei Spielzeiten wurde er im Februar 2007 an den Ligakonkurrenten Grand Rapids Griffins ausgeliehen. Im Mai 2007, nachdem er fünf Jahre in Nordamerika Eishockey gespielt hatte, unterschrieb er einen Zweijahresvertrag bei seinem Heimatverein HV71, mit dem er im Jahr 2008 Schwedischer Meister und im Jahr darauf Vizemeister wurde.
Im Mai 2009 unterzeichnete Johansson für ein Jahr beim VIK Västerås HK in der zweitklassigen Allsvenskan. Nach Vertragsende wechselte er für zur Saison 2010/11 zur SG Cortina nach Italien. Nach zwei Jahren entschied er sich im Oktober 2012, innerhalb der Liga zum Konkurrenten HC Alleghe zu wechseln. Im April 2013 unterschrieb Johansson einen Vertrag beim norwegischen Verein Frisk Asker, der in der GET-ligaen beheimatet. Nach einer Saison in Norwegen wechselte er in die zweithöchste deutsche Liga, die DEL2, zu den Lausitzer Füchsen. Es folgten in der Saison 2015/16 weitere kurzzeitige Engagements bei den Stavanger Oilers in Norwegen, Sønderjysk Elitesport in der dänischen Metal Ligaen und bei IF Troja-Ljungby in der drittklassigen schwedischen Hockeyettan.
Zur Spielzeit 2016/17 wechselte der Stürmer abermals nach Italien, wo er mit dem HC Gherdëina in der Alps Hockey League antrat. Anschließend pausierte er eine Saison und ließ danach seine Karriere über zwei Spielzeiten bei HA74 in der viertklassigen Hockeytvåan ausklingen. Im Sommer 2020 zog sich der Mitte 30-Jährige aus dem aktiven Sport zurück.

## Erfolge und Auszeichnungen
| - 2006 Calder-Cup-Gewinn mit den Hershey Bears - 2008 Schwedischer Meister mit HV71 - 2009 Schwedischer Vizemeister mit dem HV71 | - 2012 Coppa-Italia-Gewinn mit der SG Cortina - 2014 GET-ligaen All-Star Team |

## Karrierestatistik

### International
Vertrat Schweden bei:
- U18-Junioren-Weltmeisterschaft 2002

(Legende zur Spielerstatistik: Sp oder GP = absolvierte Spiele; T oder G = erzielte Tore; V oder A = erzielte Assists; Pkt oder Pts = erzielte Scorerpunkte; SM oder PIM = erhaltene Strafminuten; +/− = Plus/Minus-Bilanz; PP = erzielte Überzahltore; SH = erzielte Unterzahltore; GW = erzielte Siegtore; 1 Play-downs/Relegation; Kursiv: Statistik nicht vollständig)